# Myropil
Myropil (ukrainisch Миропіль; russisch Мирополь Miropol, polnisch Miropol) ist eine Siedlung städtischen Typs im Südwesten der ukrainischen Oblast Schytomyr mit etwa 4600 Einwohnern (2019).

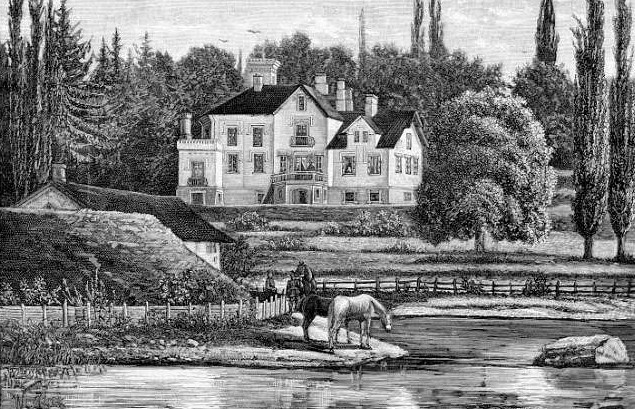
Tschapskych-Palast in Myropil

Myropil wurde 1497 gegründet und erhielt 1957 den Status einer Siedlung städtischen Typs, sie liegt im Rajon Schytomyr am Ufer des Slutsch sowie an der Territorialstraße T–23–09 etwa 80 km südwestlich vom Oblastzentrum Schytomyr und 22 km südwestlich vom ehemaligen Rajonzentrum Romaniw. Die Ortschaft besitzt eine Bahnstation an der Bahnstrecke Schepetiwka–Berdytschiw.
2021 berichtete das deutsche Nachrichtenmagazin Der Spiegel von einer extralegalen Erschießung von Einwohnern am 13. Oktober 1941 in Miropol.

## Verwaltungsgliederung
Am 28. Juli 2016 wurde die Siedlung zum Zentrum der neugegründeten Siedlungsgemeinde Myropil (ukrainisch Любарська селищна громада/Ljubarska selyschtschna hromada), zu dieser zählten auch noch die 5 in der untenstehenden Tabelle aufgelisteten Dörfer, bis dahin bildete sie die gleichnamige Siedlungsratsgemeinde Myropil (Любарська селищна рада/Ljubarska selyschtschna rada) im Südwesten des Rajons Romaniw.
Am 22. Dezember 2017 kamen noch die 2 Dörfer Pawolotschka und Petschaniwka zum Gemeindegebiet.
Am 17. Juli 2020 kam es im Zuge einer großen Rajonsreform zum Anschluss des Rajonsgebietes an den Rajon Schytomyr.
Folgende Orte sind neben dem Hauptort Myropil Teil der Gemeinde:
| Name                     | Name          | Name                            |
| ukrainisch transkribiert | ukrainisch    | russisch                        |
| ------------------------ | ------------- | ------------------------------- |
| Dertka                   | Дертка        | Дертка                          |
| Kolodjaschne             | Колодяжне     | Колодежно (Kolodeschno)         |
| Mala Kosara              | Мала Козара   | Малая Козара (Malaja Kosara)    |
| Oleksandriwka            | Олександрівка | Александровка (Aleksandrowka)   |
| Pawolotschka             | Паволочка     | Паволочка                       |
| Petschaniwka             | Печанівка     | Печановка (Petschanowka)        |
| Pylypo-Koschara          | Пилипо-Кошара | Пилипо-Кошара (Pilipo-Koschara) |